# Plosorejo (Gondang)
Plosorejo is een bestuurslaag in het regentschap Sragen van de provincie Midden-Java, Indonesië. Plosorejo telt 2886 inwoners (volkstelling 2010).